# Tridentea virescens
Tridentea virescens är en oleanderväxtart som först beskrevs av Nicholas Edward Brown, och fick sitt nu gällande namn av Leslie Larry Charles Leach. Tridentea virescens ingår i släktet Tridentea och familjen oleanderväxter. Inga underarter finns listade i Catalogue of Life.